# 崇文英文書院
崇文英文書院（英語：Literary College），是一所昔日香港私立中學，於1950年創立，1986年停辦。

## 校政管理
歷任校監
- 黃永年 先生[3]

歷任校長
- 黃永年 先生[4]
- 潘耀昌 先生[5]
- 關殊鈔 先生（約1970年代中末-1980年代初）[6]
- 譚學翹 先生（？年-1986年，末任校長）

## 歷史
此校創於1950年，曾先後於灣仔山邊里及鰂魚涌七姊妹道設立正校，並於1953年起在灣仔設立另一所分校。至1973年，灣仔皇后大道東分校新校舍完工啟用。
而在1961-75年間，崇文英文書院曾兼辦小學下午校，但最後停辦。
由於教育署決定自1986年起削減崇文英文書院的買位數目，並於翌年停止買位，導致此校出現財困。最終，此校於1986年6月宣佈自同年7月停辦，結束其36年的歷史 。

## 著名/傑出校友
- 張學友（1978年中五；北角分校）：香港男藝人
- 關菊英（北角分校）：香港女藝人
- 唐季禮（1977年中五；北角分校）：香港著名電影導演
- 黃寶亨：廣州友邦保險總經理、前太古皇家保險董事總經理[註 1]
- 畢子融：香港當代設計及藝術家、中國廣州花都區及澳門政協委員

## 外部連結
- 崇文英文書院
- 崇文英文書院: 創校三十週年紀念 （页面存档备份，存于）